# Miyoshi (Tokushima)
Miyoshi (jap. 三好市 Miyoshi-shi) ist eine kreisfreie Stadt in der Präfektur Tokushima in Japan.

## Geschichte
Die Stadt Miyoshi wurde am 1. März 2006 aus den ehemaligen Gemeinden Mino (三野町, -chō), Ikeda (池田町, -chō), Ikawa (井川町, -chō), Yamashiro (山城町, -chō) und beiden Dörfern Higashiiyayama (東祖谷山村, -mura) und Nishiiyayama (西祖谷山村, -mura) des Landkreises Miyoshi gegründet.

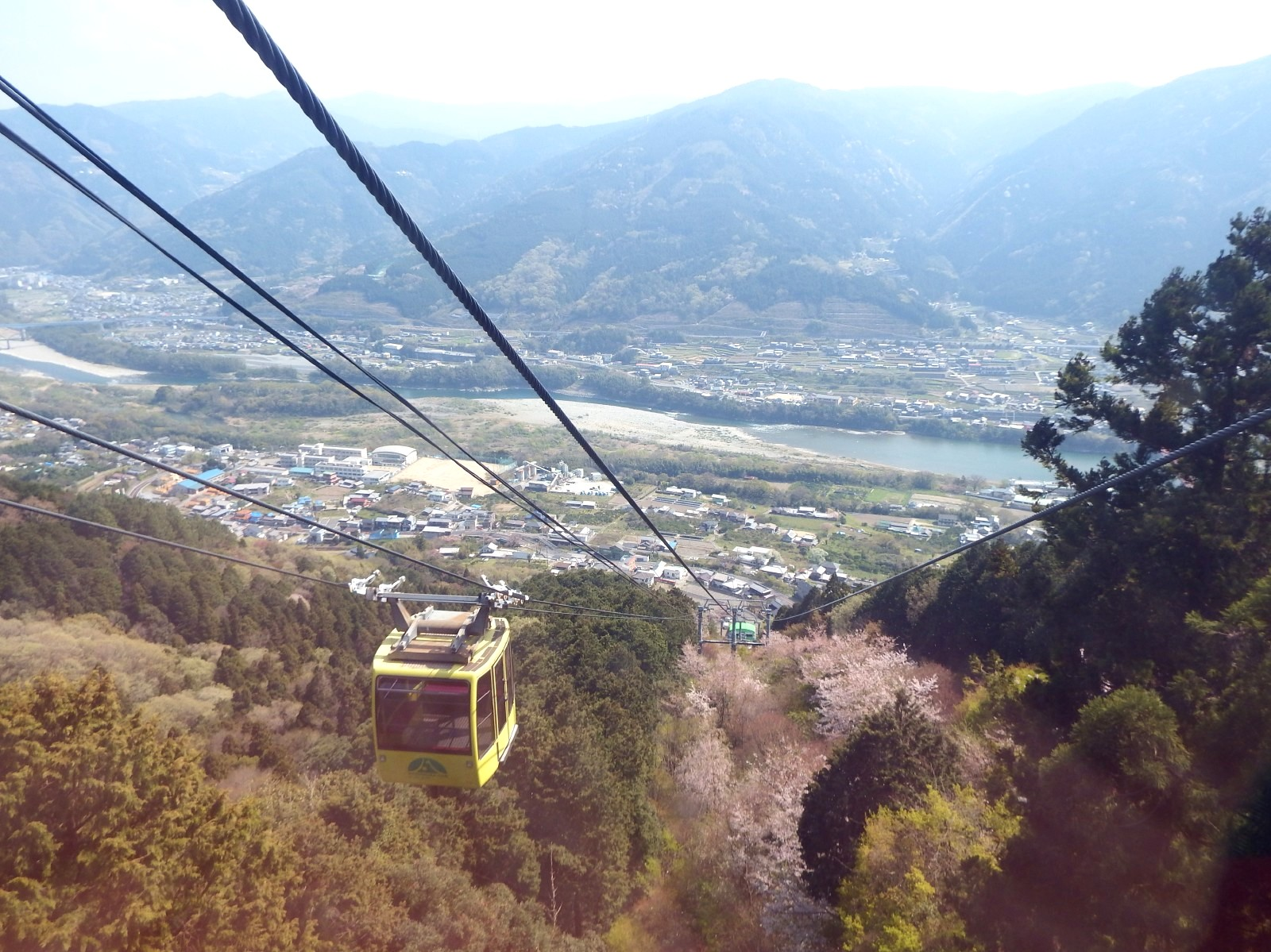
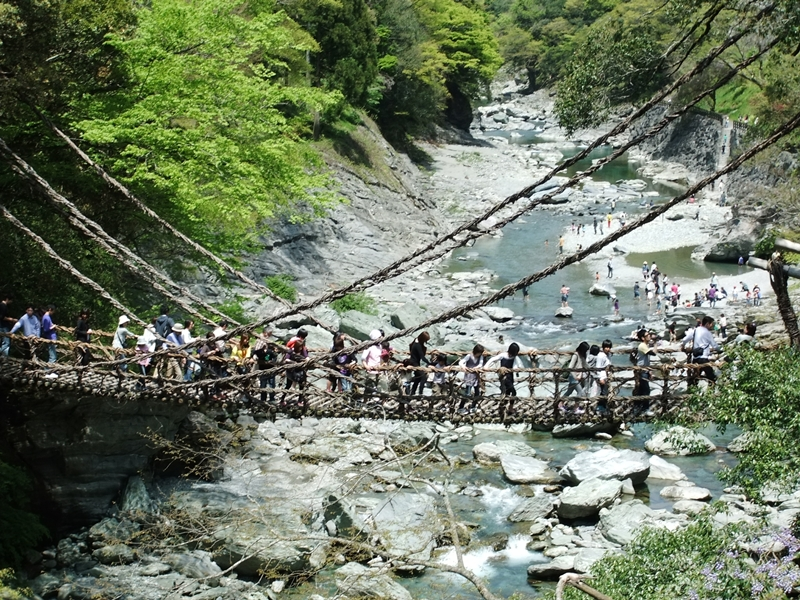
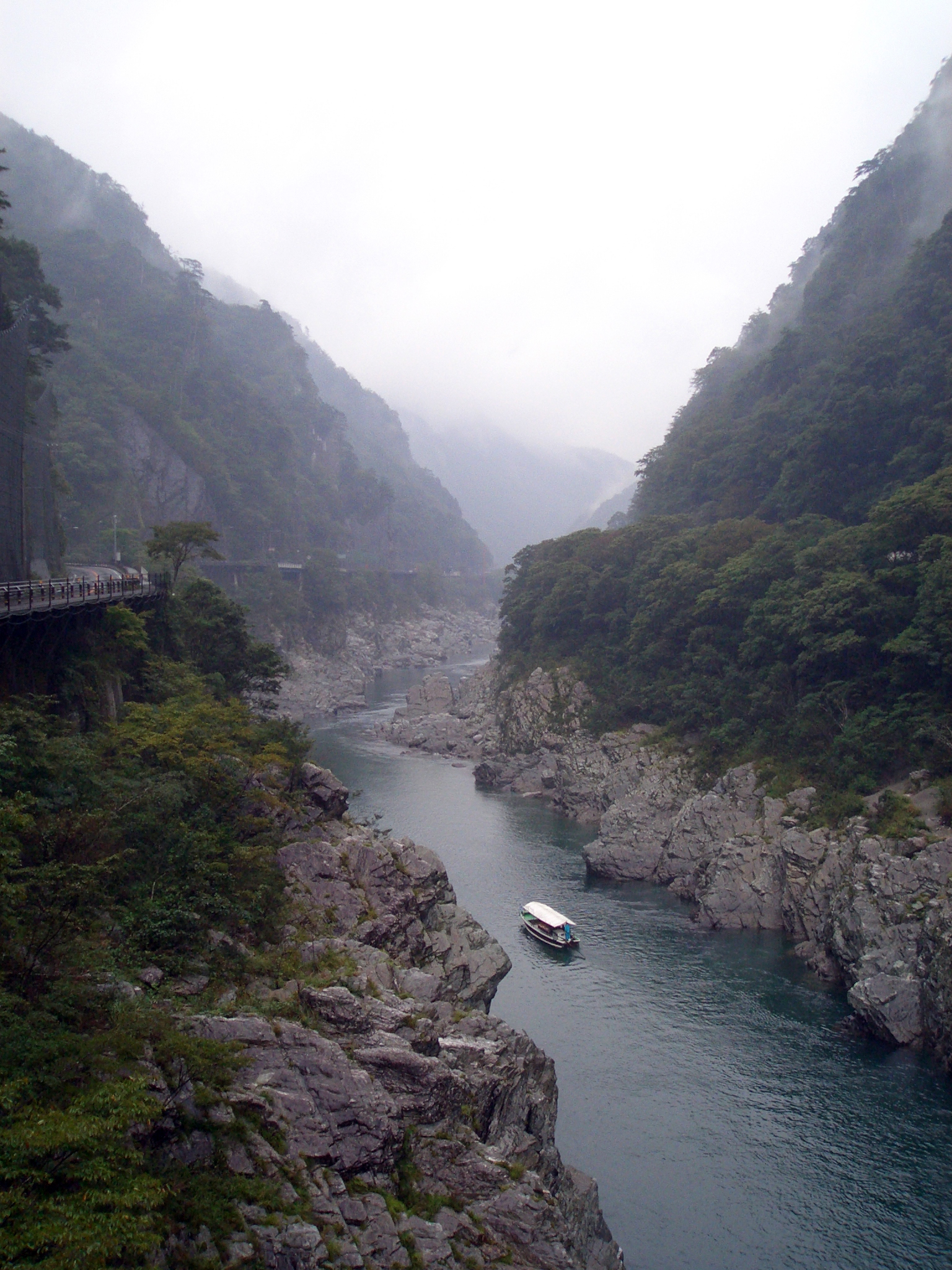
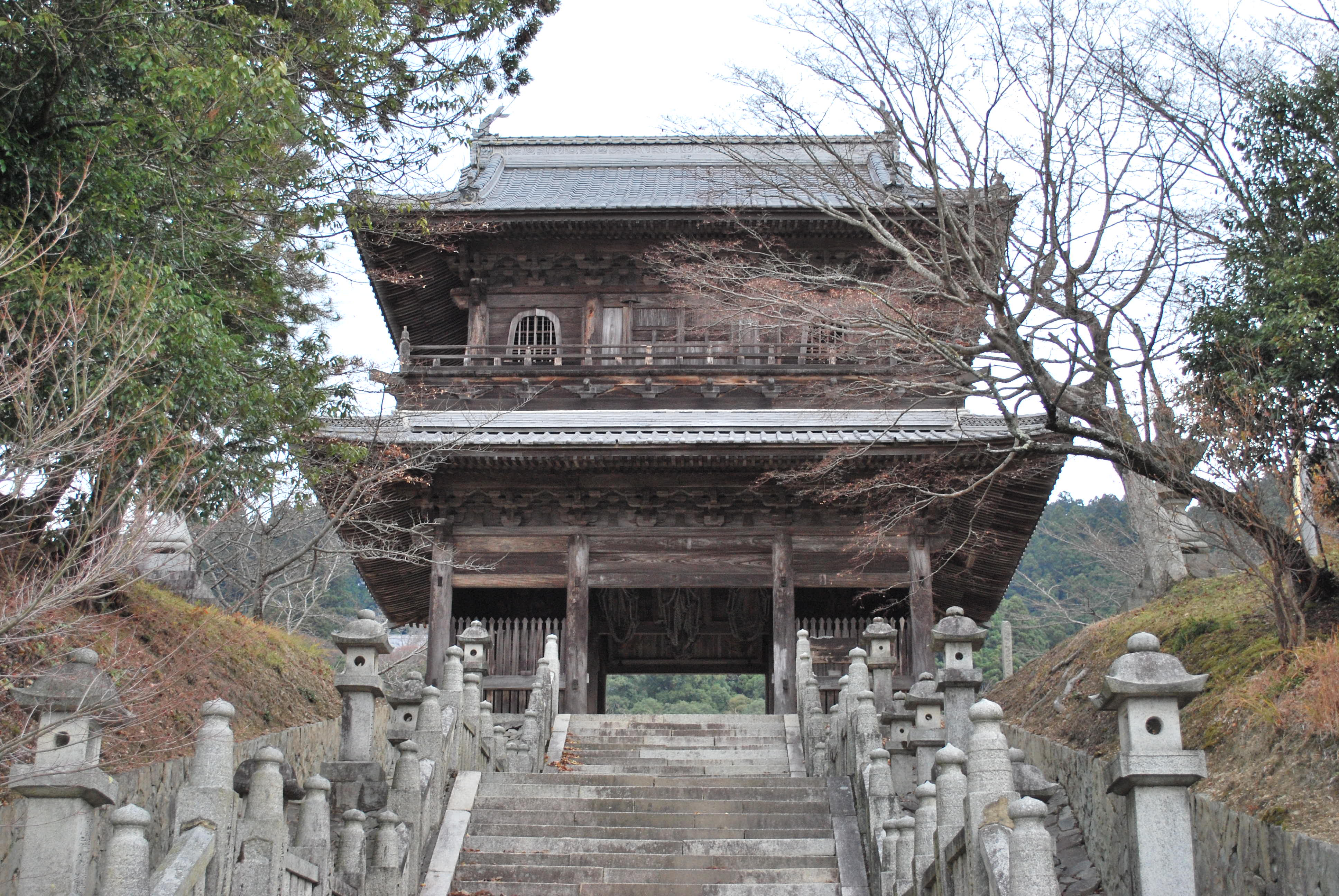
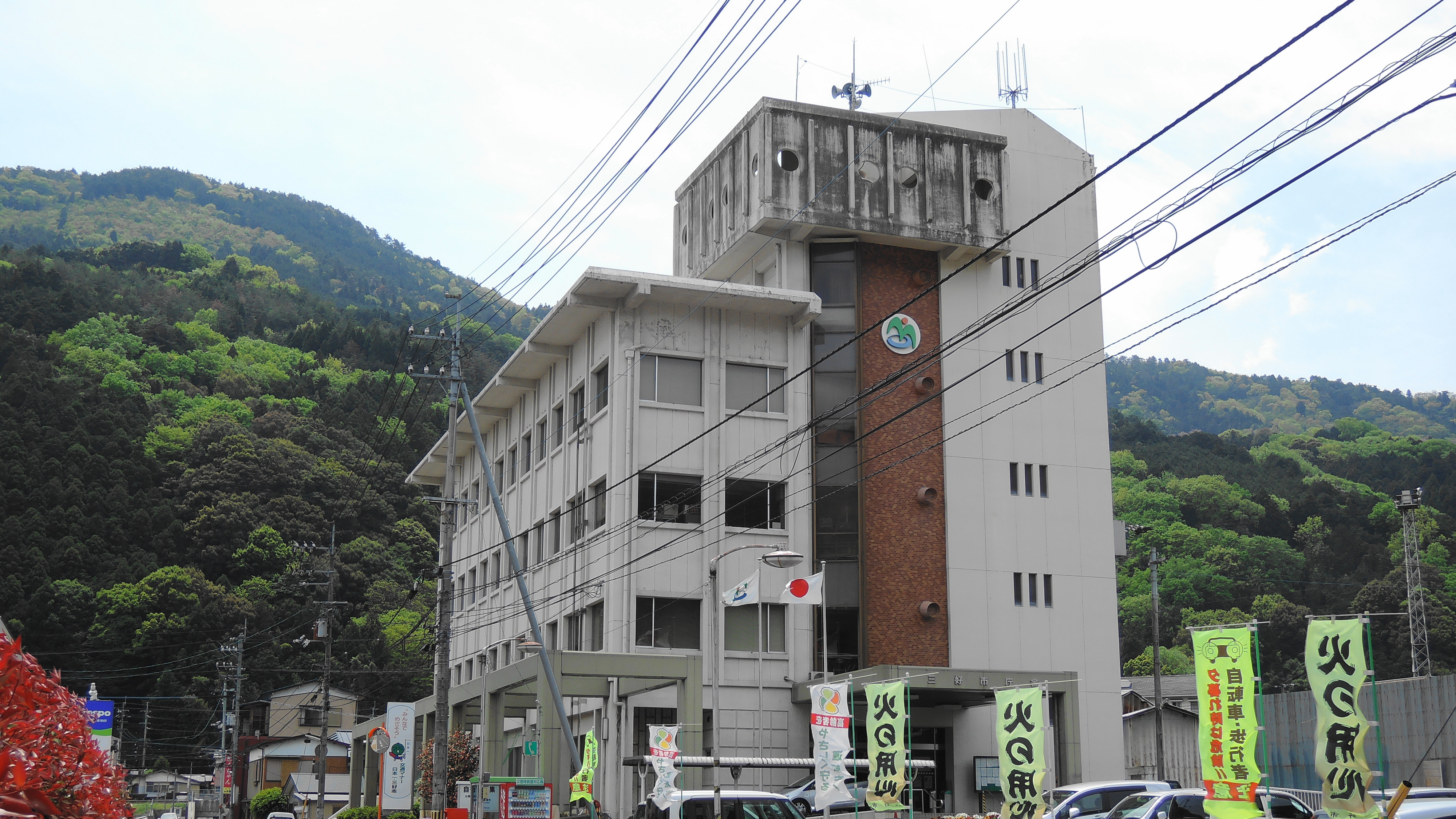
Rathaus von Miyoshi

## Sehenswürdigkeiten
- Iya-Tal mit seinen Lianenbrücken

## Verkehr
- Zug:
  - JR Dosan-Linie
  - JR Tokushima-Linie
- Straße:
  - Tokushima-Autobahn
  - Nationalstraße 32, 192, 319, 438 und 439
- Sonstiges:
  - Hashikurasan-Seilbahn

## Angrenzende Städte und Gemeinden
- Mitoyo
- Kan’onji
- Mima
- Shikokuchūō
- Kami